# Тихонов, Егор Иванович
Егор Иванович Тихонов — командир отделения пулемётной роты 997-го стрелкового полка (263-я стрелковая дивизия, 43-я армия, 3-й Белорусский фронт), сержант.

## Биография
Егор Иванович Тихонов родился 23 февраля 1925 года в крестьянской семье в деревне Никандровка Землянского уезда Воронежской губернии (в настоящее время Семилукский район Воронежской области). В 1940 году окончил 7 классов школы, работал бригадиром в колхозе.
17 мая 1943 года Голосновским райвоенкоматом Воронежской области был призван в ряды Красной армии, с 15 сентября 1943 года на фронтах Великой Отечественной войны.
Пулемётчик Тихонов в районе села Мартыновка Джанкойского района Крыма 9 апреля 1944 года ураганным огнём поддержал наступление роты в сильно укреплённом районе. Огнём из пулемёта дал возможность роте с минимальными потерями выполнить боевую задачу, уничтожено 13 солдат и офицеров противника. Приказом по 997 стрелковому полку от 1 мая 1944 года он был награждён медалью «За отвагу».
При освобождении Севастополя 9 мая 1944 года в районе высоты 178,2 младший сержант Тихонов стремительным броском ворвался в траншею и отрезал противнику пути отхода, уничтожив при этом 25 солдат противника. Преследуя отступающего противника первым с расчётом ворвался в город и уличных боях уничтожил 15 солдат противника и 13 взял в плен. Приказом по 263-й стрелковой дивизии от 29 мая 1944 года он был награждён орденом Славы 3-й степени.
Летом 1944 года, после завершения освобождения Крыма 263-я стрелковая дивизия была переброшена в Прибалтику, где она приняла участие в ряде операций последнего этапа Великой Отечественной войны. 23 августа 1944 года в бою за населённый пункт Саунорай в 14 км к востоку от Акмене, сержант Тихонов со своим расчётом зашёл в тыл противника и открыл внезапный огонь. Было уничтожено 13 солдат и офицеров противника, остальные в панике разбежались. Однако он продолжал преследовать отступающего противника не давая ему закрепиться и уничтожил ещё 9 солдат. Первым ворвался в Сунорай. Приказом по 2-й гвардейской армии от 30 сентября 1944 года он был награждён орденом Славы 2-й степени.
17 октября 1944 года при проведении ротой разведки боем в районе населённого пункта Брухефен сержант Тихонов огнём своего пулемёта поддерживал действия роты, подавив при этом 2 пулемёта противника, что дало возможность продвигаться вперёд. Продвигаясь вместе с пехотой Тихонов пулемётным огнём уничтожил 10 солдат противника. Когда противник перешёл в контратаку Тихонов выдвинулся с фланга и уничтожил 4-х солдат противника. После выполнения ротой боевой задачи (взято 11 пленных) прикрывал её отход, не давая противнику контратаковать. Был тяжело ранен, эвакуировался только по приказу командира роты. Приказом по 54 стрелковому корпусу от 2 ноября 1944 года он был награждён орденом Красной Звезды.
Командир отделения сержант Тихонов отличился 23 и 24 января 1945 года в боях в Восточной Пруссии за город Лабиау (в настоящее время Полесск Калининградской области). 23 января со своим отделением уничтожил 15 солдат противника, подбил 1 автомашину, 2 мотоцикла и подавил 4 пулемётных точки. 24 января в уличных боях в городе уничтожил 28 солдат и офицеров противника и разбил 2 станковых пулемёта, отбил 4 контратаки. Указом Президиума Верховного Совета СССР от 24 марта 1945 года он был награждён орденом Славы 1-й степени.
После войны Егор Иванович Тихонов продолжил службу в армии. В 1964 году окончил курсы усовершенствования офицерского состава (КУОС) при Пушкинском военно-строительном училище. В 1974 году был уволен в запас в звании майора, в 1975 году присвоено звание подполковник запаса. Работал машинистом насосных установок.
Скончался Егор Иванович Тихонов 1 октября 1977 года в Чернигове.